# 하제르라미주

하제르라미주

하제르라미주(프랑스어: Région du Hadjer-Lamis, 아랍어: منطقة حجر لميس)는 차드 남서부에 위치한 주로, 주도는 마사코리이며 3개 현(다바바현, 다가나현, 하라제알비아르현)을 관할한다.